# Comuna Unirea, Alba

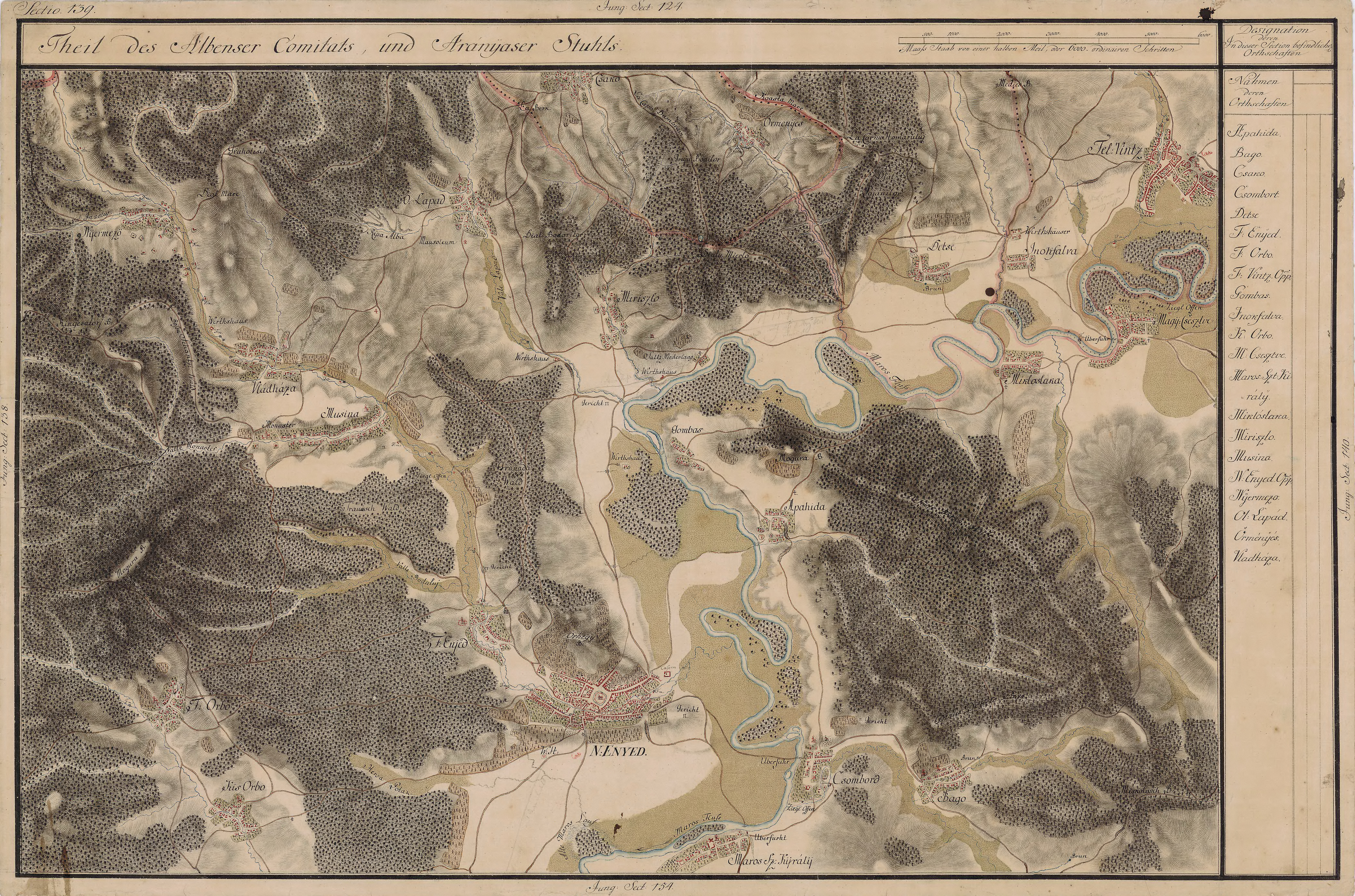
Unirea (Fel.Vintz) pe Harta Iosefină a Transilvaniei,
1769-1773 (sectio 139)

Unirea, în trecut Vințu de Sus (în maghiară: Felvinc, Aranyosvinc, în germană: Oberwinz, Ober-Weinsdorf) este o comună în județul Alba, Transilvania, România, formată din satele Ciugudu de Jos, Ciugudu de Sus, Dumbrava, Inoc, Măhăceni și Unirea (reședința).

## Istoric
Pe Harta Iosefină a Transilvaniei din 1769-1773 (Sectio 139) apare sub numele de Fel.Vintz ("Felsö-Vintz" = "Vințu de Sus").
Până în anul 1876 a aparținut Scaunului Secuiesc al Arieșului.
Satul Unirea, în structura sa actuală, a asimilat și fostul sat apropiat Unirea II (în trecut numit Vereșmart).

## Demografie
Componența etnică a comunei Unirea
     Români (69,91%)
     Romi (12,99%)
     Maghiari (8,07%)
     Alte etnii (9,03%)
Componența confesională a comunei Unirea
     Ortodocși (72,76%)
     Reformați (6,96%)
     Penticostali (6,72%)
     Greco-catolici (1,42%)
     Romano-catolici (1,11%)
     Alte religii (1,8%)
     Necunoscută (9,23%)
Conform recensământului efectuat în 2021, populația comunei Unirea se ridică la 4.497 de locuitori, în scădere față de recensământul anterior din 2011, când fuseseră înregistrați 4.796 de locuitori. Majoritatea locuitorilor sunt români (69,91%), cu minorități de romi (12,99%) și maghiari (8,07%). Din punct de vedere confesional, majoritatea locuitorilor sunt ortodocși (72,76%), cu minorități de reformați (6,96%), penticostali (6,72%), greco-catolici (1,42%) și romano-catolici (1,11%), iar pentru 9,23% nu se cunoaște apartenența confesională.

## Politică și administrație
Comuna Unirea este administrată de un primar și un consiliu local compus din 13 consilieri. Primarul, Gheorghe Alba[*], de la Partidul Național Liberal, este în funcție din 2012. Începând cu alegerile locale din 2024, consiliul local are următoarea componență pe partide politice:
|  | Partid                                 | Consilieri | Componența Consiliului | Componența Consiliului | Componența Consiliului | Componența Consiliului | Componența Consiliului | Componența Consiliului | Componența Consiliului |
|  | -------------------------------------- | ---------- | ---------------------- | ---------------------- | ---------------------- | ---------------------- | ---------------------- | ---------------------- | ---------------------- |
|  | Partidul Național Liberal              | 7          |                        |                        |                        |                        |                        |                        |                        |
|  | Partidul Social Democrat               | 2          |                        |                        |                        |                        |                        |                        |                        |
|  | Uniunea Salvați România                | 1          |                        |                        |                        |                        |                        |                        |                        |
|  | Alianța pentru Unirea Românilor        | 1          |                        |                        |                        |                        |                        |                        |                        |
|  | Uniunea Democrată Maghiară din România | 1          |                        |                        |                        |                        |                        |                        |                        |
|  | Crișan Teodor                          | 1          |                        |                        |                        |                        |                        |                        |                        |

## Atracții turistice
- Biserica ortodoxă "Sfinții Apostoli Petru și Pavel" din Unirea
- Biserica romano-catolică "Sfântul Ladislau" din Unirea, construcție secolul al XVIII-lea
- Biserica ortodoxă "Sfântul Dimitrie cel Nou" din satul Dumbrava, construită în anul 1876
- Biserica ortodoxă "Buna Vestire" din Unirea II (Vereșmart)
- Mănăstirea de maici cu hramul "Sfântul Dimitrie-Izvorâtorul de Mir"
- Monumentul Eroilor din satul Inoc
- Monumentul Eroilor din Unirea